# Виставки кішок
Виставка котів — це спеціальний захід, на якому здійснюється строгий відбір племінних породистих котів. Кожна фелінологічна асоціація і кожен клуб мають свої виставкові правила. Однак численні способи організації та проведення виставок можна розділити на дві великі групи: це виставки за американською та європейською системами. Американську систему використовують такі фелінологічні асоціації, як CFA і TICA, європейську — FIFe, WCF і FARUS.

## Системи виставок

### Американська
- виставка котів це змагання, де титул чемпіона отримує найкращий з учасників;
- застосовується рингове суддівство;
- за один день можна пройти експертизу відразу у декількох суддів;
- кошенят можна виставляти з 4-х місяців. Дорослими кішки вважаються з 8-місячного віку.

### Європейська
- отримання титулу — констатація відповідності породному стандарту;
- використовується індивідуальне суддівство з письмовим описом;
- за день експертизу можна пройти лише в одного судді, а для отримання титулу потрібні оцінки від трьох суддів;
- мінімальний вік кошеняти для виставки - 3 місяці, дорослими вони вважаються з 10-ти місяців.